# Hisonotus
Hisonotus es un género de pequeños peces de agua dulce de la familia Loricariidae en el orden Siluriformes. Sus 35 especies habitan en aguas cálidas o templado-cálidas del centro-este de América del Sur. La mayor especie alcanza una longitud total que ronda los 7 cm.

## Distribución
Este género se encuentra en ríos de aguas tropicales y subtropicales del centro-este de América del Sur, viviendo en pequeños arroyos del sudeste del Brasil, Uruguay y el nordeste de la Argentina, perteneciente a la cuenca del Plata. 

## Especies
Este género se subdivide en 35 especies:
- Hisonotus acuen
- Hisonotus aky (Azpelicueta, Casciotta, Almirón & Koerber, 2004)
- Hisonotus armatus T. P. Carvalho, Lehmann A., E. H. L. Pereira & R. E. dos Reis, 2008[2]
- Hisonotus bocaiuva Roxo, G. S. C. Silva, C. de Oliveira & Zawadzki, 2013[3]
- Hisonotus bockmanni M. de Carvalho & Datovo, 2012[4]
- Hisonotus brunneus T. P. Carvalho & R. E. dos Reis, 2011
- Hisonotus carreiro T. P. Carvalho & R. E. dos Reis, 2011
- Hisonotus charrua Almirón, Azpelicueta, Casciotta & Litz, 2006
- Hisonotus chromodontus Britski & Garavello, 2007.[5]
- Hisonotus depressicauda (A. Miranda-Ribeiro, 1918)
- Hisonotus depressinotus (A. Miranda-Ribeiro, 1918)
- Hisonotus francirochai (R. Ihering (pt), 1928)
- Hisonotus heterogaster T. P. Carvalho & R. E. dos Reis, 2011
- Hisonotus hungy Azpelicueta, Almirón, Casciotta & Koerber, 2007.[6]
- Hisonotus insperatus Britski & Garavello, 2003
- Hisonotus iota T. P. Carvalho & R. E. dos Reis, 2009
- Hisonotus laevior Cope, 1894
- Hisonotus leucofrenatus (A. Miranda-Ribeiro, 1908)
- Hisonotus leucophrys T. P. Carvalho & R. E. dos Reis, 2009
- Hisonotus luteofrenatus Britski & Garavello, 2007.[5]
- Hisonotus maculipinnis (Regan, 1912)
- Hisonotus megaloplax T. P. Carvalho & R. E. dos Reis, 2009
- Hisonotus montanus T. P. Carvalho & R. E. dos Reis, 2009
- Hisonotus nigricauda (Boulenger, 1891)
- Hisonotus notatus C. H. Eigenmann & R. S. Eigenmann, 1889
- Hisonotus notopagos T. P. Carvalho & R. E. dos Reis, 2011
- Hisonotus oliveirai
- Hisonotus pachysarkos
- Hisonotus paulinus (Regan, 1908)
- Hisonotus paresi
- Hisonotus piracanjuba de Oliveira Martins & Langeani, 2012[7]
- Hisonotus prata T. P. Carvalho & R. E. dos Reis, 2011
- Hisonotus ringueleti Aquino, S. A. Schaefer & Miquelarena, 2001
- Hisonotus taimensis (Buckup, 1981)
- Hisonotus vespuccii Fábio Roxo, Gabriel da Costa e Silva & Claudio Oliveira, 2015[8]
- Hisonotus vireo T. P. Carvalho & R. E. dos Reis, 2011